# Société départementale des transports du Var
 (octobre 2020).
La Sodetrav (Société départementale des transports du Var) est une société à responsabilité limitée de transport en commun travaillant dans le département du Var. Elle a son siège social à Hyères. Elle a été créée au début du XXe siècle par Louis Picoche et son développement s'est accéléré avec l'acquisition des Chemins de fer de Provence en 1976. Elle fait aujourd'hui partie du groupe Keolis rattachée au Secteur Provence.

## Activités
Titulaire de contrat avec diverses collectivités locales et donneurs d’ordres privés, elle concentre ses activités sur :
- transport urbain et interurbain
- transport scolaire
- tourisme pour groupes et individuel ou sorties scolaires
- transport privé de personnel

L’usager des transports en commun est au cœur de ses préoccupations.

## Implantations
Implantée depuis le début des années 1930, la filiale Varoise compte deux sites : Hyères et Cogolin qui couvre le Bassin Varois. Les 2 dépôts et les 10 aires de stationnement lui permettent d’être au cœur des services à effectuer, pour une meilleure réactivité et une proximité avec sa clientèle.
Le dépôt de Toulon (Les Lices) a fermé, il y a quelques années, un parking voiture l'a remplacé !

## Chiffres clés
La Sodetrav possède 178 véhicules dont la moyenne d'âge est de 8 ans, 10 véhicules en réserve permettant de remplacer un car manquant dans les 30 minutes, 266 salariés en 2022 et un chiffre d'affaires de 14 142 000 euros en 2020.
La Sodetrav exploite les transports en scolaire de la Métropole TPM et du bassin Varois, et des lignes "régulières" du réseau régional "Zou" dit "Zou Proximité 83" (pour le différencier), en 2018, le réseau "Varlib" a été fusionné avec tous les réseaux départementales de la Région Sud pour donner "Zou"
La Sodetrav a perdu, en Mai 2023, le contrat de l'exploitation des lignes de Hyères (tels que la 17, 23, 29, 39, AB61, 63, E65, 67, 68, AB68, 102 et 103) sous le compte du Réseau Mistral, elle a "passé la main" à la SNT Suma de Hyères, à la rentrée de Septembre 2023 (quelques lignes internes à Hyères étaient déjà gérés par la SNT Suma)